# Sophie Albrecht

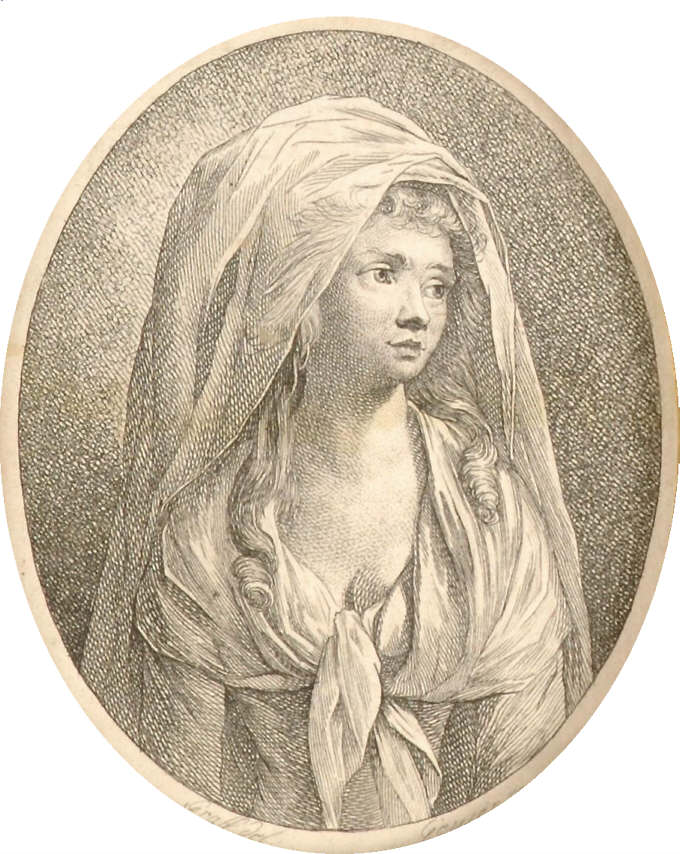
Kupferstich von Christian Gottlieb Geyser nach Anton Graff

Johanna Sophie Dorothea Albrecht, auch Sophia Albrecht, geborene Sophie Baumer (* im Dezember 1756 bei Erfurt, getauft 6. Dezember 1756 in der ev. Kirche St. Bonifatius in Sömmerda; † 16. November 1840 in Hamburg) war eine deutsche Schriftstellerin und Schauspielerin.

## Leben

### Jugend, Ehe und Reisen
Sophie Albrecht war die Tochter des Erfurter Medizinprofessors Johann Paul Baumer, jüngerer Bruder von Johann Wilhelm Baumer, und war weitläufig mit Christoph Martin Wieland verwandt. Als Sophie Albrechts Vater 1771 überraschend starb, heiratete sie noch vor Ablauf des üblichen Trauerjahres im Alter von 15 Jahren Johann Friedrich Ernst Albrecht, einen Studenten ihres Vaters. Das Paar hatte zwei Kinder, eine Tochter Dorothea Johanna Charlotte Albrecht (1773–1839) und einen Sohn Carl Sigmund Wilhelm Albrecht (1774–1845).
1772 beendete ihr Ehemann sein Medizinstudium und begann als Dozent an der Universität Erfurt, war aber auch als Schriftsteller tätig. 1776 begleitete Sophie Albrecht ihn nach Reval, wo er eine Stelle als Leibarzt des Grafen Karl Reinhold von Manteuffel angenommen hatte. Während dieses vierjährigen Aufenthaltes unternahm Sophie Albrecht – allein oder mit ihrem Ehemann – mehrere Reisen durch Russland, unter anderem nach Moskau und Sankt Petersburg. 1780 kehrte das Paar nach Erfurt zurück.

### Schauspielerin
Sophie Albrecht schloss sich einer Theatertruppe unter Leitung von Gustav Friedrich Großmann an, der sie förderte und ihr ein Engagement am Theater in Frankfurt am Main verschaffte. Als sie dort mit großem Erfolg in der Rolle der Lanassa debütierte, war unter den Bewunderern auch Friedrich Schiller. Es entwickelte sich eine enge Freundschaft zwischen Schiller und dem Ehepaar Albrecht. Mit ihnen verbrachte er den Sommer 1785 in Leipzig.
1785 wurde Sophie Albrecht von Pasquale Bondini für sein Ensemble unter Vertrag genommen, mit dem sie in Leipzig, Dresden und Prag auftrat. Am 30. August 1787 spielte sie die Prinzessin Eboli in der Uraufführung des Don Karlos. Sie galt als eine der besten Schauspielerinnen ihrer Zeit.
1795 ging Sophie Albrecht zusammen mit ihrem Ehemann nach Altona (damals dänisch), wo er das Altonaer Nationaltheater gründete. Ihr Ehemann stand der dortigen Freimaurerloge Carl zum Felsen nahe, seine Frau wurde in die Aktivitäten der Loge eingebunden. Am Johannisfest des folgenden Jahres hielt man eine Schwesternloge ab und wählte Albrecht zu deren Meisterin vom Stuhl.
1798 ließ sich Sophie Albrecht scheiden und heiratete noch im selben Jahr ihren langjährigen Geliebten Leutnant Ferdinand von Hahn (um 1769–1802), der jedoch nach kurzer Ehe starb. Später kehrte sie zu ihrem ersten Ehemann zurück und heiratete ihn ein zweites Mal.
Neben erfolgreicher Theaterarbeit (etwa in Hamburg, Altona und Leipzig) arbeitete Sophie Albrecht auch als Schriftstellerin am Musenalmanach von Johann Heinrich Voß und an der Thalia Friedrich Schillers mit. Nachdem Johann Friedrich Ernst Albrecht 1814 gestorben war, verarmte Sophie Albrecht zusehends. Ihr Ruhm als Schauspielerin verblasste, ihr eigenes literarisches Schaffen wurde nicht mehr beachtet.

### Armut und Tod
In den letzten Lebensjahren musste sie sich ihren Lebensunterhalt mit Gelegenheitsgedichten und als Wäscherin und Dienstbotin verdienen. Völlig verarmt starb Sophie Albrecht nur wenige Wochen vor ihrem 83. Geburtstag am 16. November 1840 im Armenhaus von Hamburg-St. Georg.

## Werk und Gedichtbeispiel
Sophia Albrechts literarisches Werk umfasst Lyrik (oft Gelegenheitsgedichte), Dramen (meist Bearbeitungen für den Bühnenbedarf) sowie u. a. Schauer- und Räuberromane. Repertoirestücke wurden meist von gebildeten Schauspielern geschrieben ebenso wie die üblichen und erwarteten Reden, Prologe und Epiloge bei Saisonbeginn und -ende. Typisch für Sophie Albrechts Werke sind die Motive Liebessehnsucht, enttäuschte Liebe und Todesverlangen.
Ein Beispiel für Sophie Albrechts Gedichtstil:
Morgenlied (erste drei Strophen)
Prächtig steigt die Sonne wieder
Aus der Morgenröthe Zelt,
Tausend, tausend Jubellieder
Singt ihr die erwachte Welt,
Und der Blumen süßes Düften
Steigt ihr auf in reinen Lüften.
Seht! wie ihr die Heerden hüpfen,
Hört! wie ihr die Taube girrt;
Rascher scheint der Bach zu schlüpfen
Der durch frische Wiesen irrt,
Und die kleinen Sommer Müken
Tanzen ringelnd ihr Entzüken.
Traurig siz ich in der Fülle
Lauter Freude rings umher,
Schwermuthsvoller, ernst und stille
Bleibt mein Busen freudenleer.
Ach! die Purpurstralen weken
Mir des Todes bleichen Schreken.

## Rollen
- Prinzessin Eboli (Don Karlos, Friedrich Schiller)
- Luise (Kabale und Liebe, Friedrich Schiller)
- Emilia Galotti (Emilia Galotti, Gotthold Ephraim Lessing)
- Ophelia (Hamlet, William Shakespeare)
- Lanassa (Lanassa, Johann Simon Mayr)
- Mathilde Gräfin von Giesbach (Zeiten des Faustrechts, Friedrich Wilhelm Ziegler)
- Therese (Die Geschwister vom Lande, Johann Friedrich Jünger)
- Das Ehepaar aus der Provinz (Johann Friedrich Jünger)
- Henriette (Der Revers, Johann Friedrich Jünger)
- Frauenstand (August Wilhelm Iffland)
- Gräfin Rutland (Graf von Esser, Johann Gottfried Dyck)
- Charlotte (Stolz und Verzweiflung, George Lillo)
- Julia (Romeo und Julia, William Shakespeare)
- Wilhelmine (Um sechs Uhr ist Verlobung, Friedrich Ludwig Schröder)
- Baronesse (Die Lästerschule, (Leonhardi) Richard Brinsley Sheridan)
- Volumnia (Coriolan, Johann Gottfried Dyck)
- Caroline (Sie haben sich anders besonnen, Wilhelm Heinrich Brömel)
- Gräfin (Der Tolle Tag oder Figaro's Hochzeit, Ludwig Ferdinand Huber)
- Amenaide (Tancred, Voltaire)
- Julie (Die beiden Portraits, Anna Bißler)
- Kunigunda (Otto von Wittelsbach, Joseph Marius Franz von Babo)

## Werke
- Lauschen ist auch gut, ein Singspiel in zwei Aufzügen. 1780. (Zusätzlich enthalten in Gedichte und Schauspiele, 1781). (Digitalisat)
- Theresgen. Ein Schauspiel mit Gesang. 1781 (Enthalten in Gedichte und Schauspiele, 1781).
- Gedichte und Schauspiele. 1781. (Digitalisat)
- Aramena- eine syrische Geschichte ganz für unsere Zeiten umgearbeitet von S. A. 3 Bände: 1782–1786 (Nach dem Barockroman von Anton Ulrich von Braunschweig)
- Gedichte und prosaische Aufsätze. 1785 (Enthält "Fragmente aus dem Tagebuch einer Unglücklichen")
- Gedichte und prosaische Aufsätze. 1791 (Enthält "Fortgesetzte Fragmente aus dem Tagebuch einer Unglücklichen")
- Gedichte, Schauspiele und prosaische Aufsätze. 3. Bände, 1791 (Gesamtausgabe aller drei Bände in Dresden: Richter)
- Das höfliche Gespenst. 1797, (veröffentlicht auch unter dem Titel "Ida von Duba, das Mädchen im Walde") (Neuauflage 2019, ISBN 978-3-7437-3352-7) und
- Legenden. 1797.
- Graumännchen oder die Burg Rabenbühl. 1799.
- Ida von Duba, das Mädchen im Walde. Eine romantische Geschichte. 1805.
- Romantische Dichtungen, aus der älteren christlichen Kirche. 1808.
- Friedrich Clemens Gerke (Hrsg.): Anthologie aus den Poesieen von Sophia Albrecht. 1841
- Theresgen. Ein Schauspiel mit Gesang in fünf Aufzügen. Neuedition. Hrsg. von Gaby Pailer und Rüdiger Schütt. Wehrhahn, Hannover 2016, ISBN 978-3-86525-494-8.
- Vorwärts, vorwärts sehn ich mich. Todes-Sehnsuchtsgedichte und der Tod der weiblich-kulturellen Rolle. Illustriert von Thorsten Baensch, Herausgegeben und mit Einleitung von Berit C. R. Royer. Bartleby & Co., Brüssel, 2001, ISBN 2-930279-18-4.
- Bunte Kinder schwarzer Nacht. Lyrikanthologie ausgesuchter Liebes- und Freundschaftsgedichte. Illustriert von Thorsten Baensch. Herausgegeben und mit Begleittext von Berit C. R. Royer. Brüssel: Bartleby & Co., 1997. ISBN 2-930279-04-4
- Liebesgedichte. Illustriert von Johanna Mittag, Herausgegeben von Petra Andrejewski. Edition Serena, Moritzburg 2015, ISBN 978-3-00-048856-6.